# Trudy Groenman
Gertruida Groenman, plus connue sous le nom de Trudy Groenman, née le 15 janvier 1944, est une joueuse de tennis néerlandaise qui s'est principalement illustrée dans les années 1960.
Elle a notamment atteint les quarts de finale du tournoi de Wimbledon en 1966, ainsi que les demi-finales en double mixte en 1964 avec Tom Okker.
Membre de l'équipe des Pays-Bas de Fed Cup, elle a joué 25 matchs et a participé à quatre reprises aux quarts de finale.

## Palmarès

### Finales en simple dames
| No | Date       | Nom et lieu du tournoi                      | Catégorie | Surface         | Vainqueure       | Score    |          |
| -- | ---------- | ------------------------------------------- | --------- | --------------- | ---------------- | -------- | -------- |
| 1  | 18-07-1966 | Dutch Championships, Hilversum              |           | Terre (ext.)    | Annette Van Zyl  | 6-3, 6-1 | Parcours |
| 2  | 13-02-1967 | US Indoor Women's Championships, Winchester |           | Moquette (int.) | Billie Jean King | 6-1, 6-0 | Parcours |

### Titre en double dames
| No | Date       | Nom et lieu du tournoi            | Catégorie | Surface      | Partenaire  | Finalistes                     | Score         |          |
| -- | ---------- | --------------------------------- | --------- | ------------ | ----------- | ------------------------------ | ------------- | -------- |
| 1  | 30-05-1966 | Northern Championships Manchester |           | Gazon (ext.) | Elly Krocké | Karen Krantzcke Kerry Melville | 1-6, 6-4, 6-3 | Parcours |

### Finales en double dames
| No | Date       | Nom et lieu du tournoi              | Catégorie | Surface      | Vainqueures                    | Partenaire       | Score    |          |
| -- | ---------- | ----------------------------------- | --------- | ------------ | ------------------------------ | ---------------- | -------- | -------- |
| 1  | 26-07-1971 | Dutch Open Championships Hilversum  |           | Terre (ext.) | Christina Sandberg Betty Stöve | Katja Ebbinghaus | 6-1, 6-2 | Parcours |
| 2  | 16-07-1973 | Netherlands International Hilversum |           | Terre (ext.) | Helga Masthoff Betty Stöve     | Brigitte Cuypers | 6-2, 7-6 | Parcours |

## Parcours en Grand Chelem (partiel)

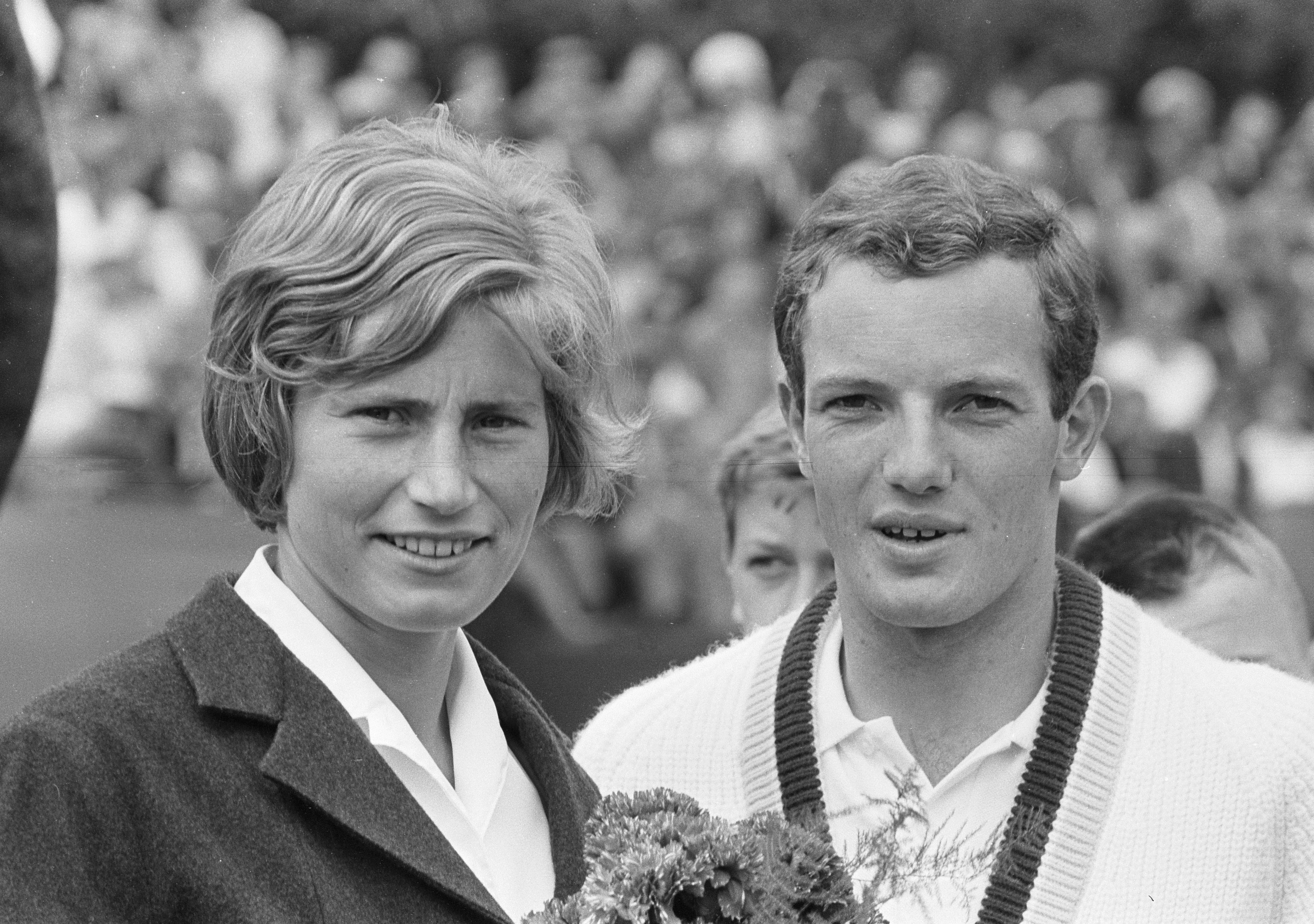
Trudy Groenman et Tom Okker en 1964.

### En simple dames
| Année | Championnat d'Australie Open d'Australie | Championnat d'Australie Open d'Australie | Internationaux de France | Internationaux de France | Wimbledon      | Wimbledon        | US National US Open | US National US Open |
| ----- | ---------------------------------------- | ---------------------------------------- | ------------------------ | ------------------------ | -------------- | ---------------- | ------------------- | ------------------- |
| 1963  | -                                        | -                                        | -                        | -                        | -              | -                | 2e tour (1/32)      | Ann Haydon-Jones    |
| 1964  | -                                        | -                                        | -                        | -                        | 4e tour (1/8)  | Maria Bueno      | 1er tour (1/64)     | Robyn Ebbern        |
| 1965  | -                                        | -                                        | 2e tour (1/32)           | Jill Blackman            | 2e tour (1/32) | Rita Bentley     | -                   | -                   |
| 1966  | -                                        | -                                        | -                        | -                        | 1/4 de finale  | Margaret Smith   | -                   | -                   |
| 1967  | -                                        | -                                        | 1er tour (1/64)          | Galina Baksheeva         | 3e tour (1/16) | Galina Baksheeva | -                   | -                   |
| 1970  | -                                        | -                                        | -                        | -                        | 2e tour (1/32) | V. Ziegenfuss    | -                   | -                   |
| 1971  | -                                        | -                                        | 2e tour (1/16)           | Marijke Jansen           | 2e tour (1/32) | Eliza Pande      | -                   | -                   |
| 1972  | -                                        | -                                        | 3e tour (1/16)           | Françoise Dürr           | 3e tour (1/16) | Betty Stöve      | -                   | -                   |
| 1973  | -                                        | -                                        | -                        | -                        | 2e tour (1/32) | Janet Newberry   | -                   | -                   |

À droite du résultat, l’ultime adversaire.

### En double dames
| Année | Championnat d'Australie Open d'Australie | Championnat d'Australie Open d'Australie | Internationaux de France      | Internationaux de France   | Wimbledon                     | Wimbledon                  | US National US Open | US National US Open |
| ----- | ---------------------------------------- | ---------------------------------------- | ----------------------------- | -------------------------- | ----------------------------- | -------------------------- | ------------------- | ------------------- |
| 1964  | -                                        | -                                        | -                             | -                          | 2e tour (1/16) Anja Lepoutre  | M. Smith Lesley Turner     | -                   | -                   |
| 1965  | -                                        | -                                        | 3e tour (1/8) Betty Stöve     | M. Smith Lesley Turner     | 3e tour (1/8) E. Veentjer     | Edda Buding H. Schultze    | -                   | -                   |
| 1966  | -                                        | -                                        | -                             | -                          | 3e tour (1/8) Elly Krocké     | Winnie Shaw Joyce Barclay  | -                   | -                   |
| 1967  | -                                        | -                                        | 2e tour (1/16) Betty Stöve    | Vicky Berner Faye Urban    | 3e tour (1/8) Edda Buding     | Ann Haydon Virginia Wade   | -                   | -                   |
| 1970  | -                                        | -                                        | -                             | -                          | 3e tour (1/8) Betty Stöve     | Helen Gourlay Pat Walkden  | -                   | -                   |
| 1971  | -                                        | -                                        | 1/4 de finale M. Jansen       | Helen Gourlay Kerry Harris | 2e tour (1/16) K. Ebbinghaus  | Helen Gourlay Kerry Harris | -                   | -                   |
| 1972  | -                                        | -                                        | 1er tour (1/16) K. Ebbinghaus | K. Kemmer K. Sawamatsu     | 1er tour (1/32) K. Ebbinghaus | E. Goolagong Nell Truman   | -                   | -                   |
| 1973  | -                                        | -                                        | -                             | -                          | 3e tour (1/8) K. Ebbinghaus   | Winnie Shaw Joyce Barclay  | -                   | -                   |

Sous le résultat, la partenaire ; à droite, l’ultime équipe adverse.

### En double mixte
| Année | Championnat d'Australie Open d'Australie | Championnat d'Australie Open d'Australie | Internationaux de France | Internationaux de France  | Wimbledon                   | Wimbledon                     | US National US Open       | US National US Open    |
| ----- | ---------------------------------------- | ---------------------------------------- | ------------------------ | ------------------------- | --------------------------- | ----------------------------- | ------------------------- | ---------------------- |
| 1964  | -                                        | -                                        | -                        | -                         | 1/2 finale Tom Okker        | Lesley Turner Fred Stolle     | 1er tour (1/16) Tom Okker | M. Smith John Newcombe |
| 1965  | -                                        | -                                        | 2e tour (1/16) Tom Okker | Lesley Turner Fred Stolle | 2e tour (1/32) Tom Okker    | Robin Lesh John Sharpe        | -                         | -                      |
| 1966  | -                                        | -                                        | -                        | -                         | 3e tour (1/16) Tom Okker    | M. Smith Ken Fletcher         | -                         | -                      |
| 1967  | -                                        | -                                        | 1/4 de finale Tom Okker  | B. J. King Owen Davidson  | 1er tour (1/64) Tom Okker   | Virginia Wade Robert Maud     | -                         | -                      |
| 1970  | n/a                                      | n/a                                      | -                        | -                         | 1er tour (1/64) S. Palmieri | Denise Carter Tom Gorman      | -                         | -                      |
| 1971  | n/a                                      | n/a                                      | -                        | -                         | 3e tour (1/16) S. Palmieri  | Patti Hogan A. McDonald       | -                         | -                      |
| 1972  | n/a                                      | n/a                                      | -                        | -                         | 2e tour (1/32) S. Palmieri  | Kalogeropoulos Kalogeropoulos | -                         | -                      |
| 1973  | n/a                                      | n/a                                      | -                        | -                         | 3e tour (1/16) Rolf Thung   | Marilyn Tesch A. Amritraj     | -                         | -                      |

Sous le résultat, le partenaire ; à droite, l’ultime équipe adverse.

## Parcours en Coupe de la Fédération
| #                                                                          | Date       | Lieu                | Surface      | Gagnante(s)                     | Perdante(s)                        | Score         |          |
|                                                                            |            |                     |              |                                 |                                    |               |          |
| 1964 - 1er tour (groupe mondial) - Autriche - Pays-Bas - 1 : 2             |            |                     |              |                                 |                                    |               |          |
| 1                                                                          | 01/09/1964 | Philadelphie        | Herbe (ext.) | Trudy Groenman                  | Andrea Winkler                     | 6-3, 1-6, 6-1 | Parcours |
| 1                                                                          | 01/09/1964 | Philadelphie        | Herbe (ext.) | Trudy Groenman Betty Stöve      | Monika Hassmann Andrea Winkler     | 6-2, 6-0      | Parcours |
|                                                                            |            |                     |              |                                 |                                    |               |          |
| 1964 - 2e tour (groupe mondial) - France - Pays-Bas - 2 : 1                |            |                     |              |                                 |                                    |               |          |
| 2                                                                          | 02/09/1964 | Philadelphie        | Herbe (ext.) | Françoise Dürr                  | Trudy Groenman                     | 4-6, 6-3, 6-3 | Parcours |
| 2                                                                          | 02/09/1964 | Philadelphie        | Herbe (ext.) | Françoise Dürr Jeanine Lieffrig | Trudy Groenman Betty Stöve         | 12-10, 6-3    | Parcours |
|                                                                            |            |                     |              |                                 |                                    |               |          |
| 1966 - 2e tour (groupe mondial) - Pays-Bas - Afrique du Sud - 2 : 1        |            |                     |              |                                 |                                    |               |          |
| 3                                                                          | 12/05/1966 | Turin               | Terre (ext.) | Trudy Groenman                  | Esme Emanuel                       | 6-3, 1-6, 6-1 | Parcours |
| 3                                                                          | 12/05/1966 | Turin               | Terre (ext.) | Trudy Groenman Elsie Veentjer   | Esme Emanuel Annette Van Zyl       | 8-6, 3-6, 6-2 | Parcours |
|                                                                            |            |                     |              |                                 |                                    |               |          |
| 1966 - 1/4 de finale (groupe mondial) - Pays-Bas - Australie - 1 : 2       |            |                     |              |                                 |                                    |               |          |
| 4                                                                          | 13/05/1966 | Turin               | Terre (ext.) | Karen Krantzcke Judy Tegart     | Trudy Groenman Betty Stöve         | 6-1, 8-6      | Parcours |
|                                                                            |            |                     |              |                                 |                                    |               |          |
| 1967 - 2e tour (groupe mondial) - Pays-Bas - Italie - 0 : 3                |            |                     |              |                                 |                                    |               |          |
| 5                                                                          | 07/06/1967 | Berlin              | Terre (ext.) | Lea Pericoli                    | Trudy Groenman                     | 7-5, 6-3      | Parcours |
| 5                                                                          | 07/06/1967 | Berlin              | Terre (ext.) | Sylvana Lazzarino Lea Pericoli  | Trudy Groenman Lidy Venneboer      | 2-6, 7-5, 6-4 | Parcours |
|                                                                            |            |                     |              |                                 |                                    |               |          |
| 1970 - 1er tour (groupe mondial) - Pays-Bas - Grèce - 3 : 0                |            |                     |              |                                 |                                    |               |          |
| 6                                                                          | 19/05/1970 | Fribourg-en-Brisgau | Terre (ext.) | Betty Stöve Trudy Groenman      | Dionissia Asteri C. Kalogeropoulos | 6-2, 7-5      | Parcours |
|                                                                            |            |                     |              |                                 |                                    |               |          |
| 1970 - 2e tour (groupe mondial) - Pays-Bas - Canada - 3 : 0                |            |                     |              |                                 |                                    |               |          |
| 7                                                                          | 20/05/1970 | Fribourg-en-Brisgau | Terre (ext.) | Betty Stöve Trudy Groenman      | Andrée Martin Jane O'Hara          | 6-4, 6-3      | Parcours |
|                                                                            |            |                     |              |                                 |                                    |               |          |
| 1970 - 1/4 de finale (groupe mondial) - Pays-Bas - Grande-Bretagne - 1 : 2 |            |                     |              |                                 |                                    |               |          |
| 8                                                                          | 22/05/1970 | Fribourg-en-Brisgau | Terre (ext.) | Winnie Shaw Virginia Wade       | Betty Stöve Trudy Groenman         | 6-3, 6-1      | Parcours |
|                                                                            |            |                     |              |                                 |                                    |               |          |
| 1971 - 1er tour (groupe mondial) - Canada - Pays-Bas - 0 : 3               |            |                     |              |                                 |                                    |               |          |
| 9                                                                          | 26/12/1970 | Perth               | Herbe (ext.) | Trudy Groenman                  | Jane O'Hara                        | 6-2, 6-4      | Parcours |
| 9                                                                          | 26/12/1970 | Perth               | Herbe (ext.) | Betty Stöve Trudy Groenman      | Susan Butt Andrée Martin           | 6-2, 6-2      | Parcours |
|                                                                            |            |                     |              |                                 |                                    |               |          |
| 1971 - 1/4 de finale (groupe mondial) - France - Pays-Bas - 2 : 1          |            |                     |              |                                 |                                    |               |          |
| 10                                                                         | 27/12/1970 | Perth               | Herbe (ext.) | Françoise Dürr                  | Trudy Groenman                     | 8-6, 6-3      | Parcours |
| 10                                                                         | 27/12/1970 | Perth               | Herbe (ext.) | Gail Sherriff Françoise Dürr    | Betty Stöve Trudy Groenman         | 6-3, 6-3      | Parcours |
|                                                                            |            |                     |              |                                 |                                    |               |          |
| 1972 - 1er tour (groupe mondial) - Pays-Bas - Nouvelle-Zélande - 2 : 1     |            |                     |              |                                 |                                    |               |          |
| 11                                                                         | 20/03/1972 | Johannesburg        | Dur (ext.)   | Betty Stöve Trudy Groenman      | Robyn Hunt Marilyn Pryde           | 15-13, 10-8   | Parcours |
|                                                                            |            |                     |              |                                 |                                    |               |          |
| 1972 - 2e tour (groupe mondial) - Pays-Bas - Colombie - 2 : 1              |            |                     |              |                                 |                                    |               |          |
| 12                                                                         | 21/03/1972 | Johannesburg        | Dur (ext.)   | Betty Stöve Trudy Groenman      | M. De Moggio M. Fernández          | 6-2, 6-1      | Parcours |
|                                                                            |            |                     |              |                                 |                                    |               |          |
| 1972 - 1/4 de finale (groupe mondial) - Pays-Bas - États-Unis - 0 : 3      |            |                     |              |                                 |                                    |               |          |
| 13                                                                         | 23/03/1972 | Johannesburg        | Dur (ext.)   | Linda Tuero                     | Trudy Groenman                     | 3-6, 6-1, 9-7 | Parcours |
| 13                                                                         | 23/03/1972 | Johannesburg        | Dur (ext.)   | Sharon Walsh Valerie Ziegenfuss | Marijke Jansen Trudy Groenman      | 8-6, 6-3      | Parcours |
|                                                                            |            |                     |              |                                 |                                    |               |          |
| 1973 - 1er tour (groupe mondial) - Pays-Bas - France - 2 : 1               |            |                     |              |                                 |                                    |               |          |
| 14                                                                         | 01/05/1973 | Bad Homburg         | Terre (ext.) | Odile de Roubin                 | Trudy Groenman                     | 6-2, 6-4      | Parcours |
| 14                                                                         | 01/05/1973 | Bad Homburg         | Terre (ext.) | Marijke Jansen Trudy Groenman   | Odile de Roubin Florence Guedy     | 2-6, 6-0, 6-2 | Parcours |
|                                                                            |            |                     |              |                                 |                                    |               |          |
| 1973 - 2e tour (groupe mondial) - Danemark - Pays-Bas - 0 : 2              |            |                     |              |                                 |                                    |               |          |
| 15                                                                         | 02/05/1973 | Bad Homburg         | Terre (ext.) | Trudy Groenman                  | Mari-Ann Klougart                  | 6-0, 6-2      | Parcours |
|                                                                            |            |                     |              |                                 |                                    |               |          |
| 1973 - 1/4 de finale (groupe mondial) - Afrique du Sud - Pays-Bas - 3 : 0  |            |                     |              |                                 |                                    |               |          |
| 16                                                                         | 04/05/1973 | Bad Homburg         | Terre (ext.) | Brenda Kirk                     | Trudy Groenman                     | 6-1, 2-6, 6-3 | Parcours |
| 16                                                                         | 04/05/1973 | Bad Homburg         | Terre (ext.) | Ilana Kloss Pat Pretorius       | Trudy Groenman Tine Zwaan          | 6-4, 6-0      | Parcours |